# Gustave Ganay
Gustave Ganay (Marsella, 28 de marzo de 1892-París, 23 de agosto de 1926) fue un deportista francés que compitió en ciclismo en la modalidad de pista. Ganó dos medallas en el Campeonato Mundial de Ciclismo en Pista, bronce en 1922 y plata en 1926.

## Medallero internacional
| Campeonato Mundial | Campeonato Mundial | Campeonato Mundial | Campeonato Mundial |
| Año                | Lugar              | Medalla            | Competición        |
| ------------------ | ------------------ | ------------------ | ------------------ |
| 1922               | París (Francia)    | Medalla de bronce  | Medio fondo (P)    |
| 1926               | Milán (Italia)     | Medalla de plata   | Medio fondo (P)    |